# Csangcsiu
Csangcsiu (egyszerűsített kínai írással: 章丘) város Kínában, Santung tartományban. Lakosainak száma 1 055 300 fő (2019).

## Népesség
| Lakosok száma | 1 015 129 | 1 055 300 | 1 075 784 |
|               | 2010      | 2019      | 2020      |